# Élections législatives de 1924 dans les Côtes-du-Nord
Les élections législatives  dans les Côtes-du-Nord ont lieu le dimanche 11 mai 1924. Elles ont pour but d'élire les députés représentant le département à la Chambre des députés pour un mandat de quatre années.

## Modifications durant le mandat (1919-1924)
Paul Le Troadec (Radical ind.) est élu sénateur le 5 septembre 1920, à la suite du décès de Guillaume Limon.
Lors du renouvellement du 9 janvier 1921, quatre autres députés : Eugène Mando, Henri Servain, Charles Baudet et Gustave de Kerguezec sont élus au Sénat.
Il faut donc pourvoir 5 sièges de députés. 
Les droites ne présentent pas de candidat pour le premier tour, appelant à l'abstention.
C'est un succès, seulement 48 686 électeurs ont exprimé leurs votes sur 151 437 inscrits, soit 32,15%. 
Or pour qu'une élection soit proclamée au premier tour il faut qu'au moins 50% plus un des inscrits expriment leurs suffrages.
Elles présentent donc leurs candidats pour le scrutin de ballotage et le remportent avec 10 000 voix d'avance environ.
Les socialistes unifiés obtenant plus de 10 000 voix enregistrent un très bon résultat, cependant pas suffisant pour obtenir un siège.
| Liste          | Liste                          | Moyenne         | %             | Sièges | Candidat                | Candidat           | Tendance        | Voix   | %      | Ballotage | %     |
| -------------- | ------------------------------ | --------------- | ------------- | ------ | ----------------------- | ------------------ | --------------- | ------ | ------ | --------- | ----- |
|                | Union Républicaine             | 32 239 → 34 536 | 66,22 → 36,52 | 1      |                         | Yves Salaün        | Rép. socialiste | 33 200 | 68,19  | 34 520    | 36,51 |
|                | Union Républicaine             | 32 239 → 34 536 | 66,22 → 36,52 | 1      | Jean Le Rolland         | Radical ind.       | 33 089          | 67,87  | 33 780 | 35,73     |       |
|                | Union Républicaine             | 32 239 → 34 536 | 66,22 → 36,52 | 1      | Jean-Marie Chambrin     | Radical-socialiste | 32 972          | 67,72  | 33 945 | 35,90     |       |
|                | Union Républicaine             | 32 239 → 34 536 | 66,22 → 36,52 | 1      | Georges Radiguier       | Radical ind.       | 31 796          | 65,31  | 32 399 | 34,26     |       |
|                | Union Républicaine             | 32 239 → 34 536 | 66,22 → 36,52 | 1      | Charles Meunier-Surcouf | Rép. Gauche        | 30 139          | 61,91  | /      | /         |       |
|                | Union Républicaine             | 32 239 → 34 536 | 66,22 → 36,52 | 1      | Yves-Marie Le Gallou    | Rép. Gauche        | /               | /      | 38 036 | 42,23     |       |
|                |                                |                 |               |        |                         |                    |                 |        |        |           |       |
|                | Représentation proportionnelle | / → 44 010      | / → 46,54     | 4      |                         | Eugène Cuven       | Rép. Gauche     | /      | /      | 46 312    | 48,98 |
|                | Représentation proportionnelle | / → 44 010      | / → 46,54     | 4      | Hervé de Keranflec'h    | Conservateur       | /               | /      | 44 207 | 46,75     |       |
|                | Représentation proportionnelle | / → 44 010      | / → 46,54     | 4      | Yves Thomas             | Rép. Gauche        | /               | /      | 43 870 | 46,40     |       |
|                | Représentation proportionnelle | / → 44 010      | / → 46,54     | 4      | Victor Le Guen          | Progressiste       | /               | /      | 43 808 | 46,50     |       |
|                | Représentation proportionnelle | / → 44 010      | / → 46,54     | 4      | Louis Le Goffic         | Rép. Gauche        | /               | /      | 41 855 | 44,27     |       |
|                |                                |                 |               |        |                         |                    |                 |        |        |           |       |
|                | Socialiste                     | 9 901           | 20,34         | 0      |                         |                    |                 |        |        |           |       |
|                | Socialiste                     | 9 901           | 20,34         | 0      | Paul Vaillant           | SFIO               | 10 417          | 21,40  | 11 816 | 12,50     |       |
|                | Socialiste                     | 9 901           | 20,34         | 0      | Hippolyte Pasquiou      | SFIO               | 9 893           | 20,32  | 10 410 | 11,01     |       |
|                | Socialiste                     | 9 901           | 20,34         | 0      | Frédéric Audrain        | SFIO               | 9 393           | 19,29  | 10 067 | 10,66     |       |
|                |                                |                 |               |        |                         |                    |                 |        |        |           |       |
|                | Isolé                          | 571             | 0,55          | 0      |                         | Mr Le Tallec       | Rép. gauche     | /      | /      | 1 316     | 1,39  |
|                |                                |                 |               |        |                         |                    |                 |        |        |           |       |
| Premier tour   |                                |                 |               |        |                         |                    |                 |        |        |           |       |
| Inscrits       | Inscrits                       | 151 431         | 100,00        |        |                         |                    |                 |        |        |           |       |
| Abstentions    | Abstentions                    | 91 488          | 60,42         |        |                         |                    |                 |        |        |           |       |
| Votants        | Votants                        | 59 943          | 39,58         |        |                         |                    |                 |        |        |           |       |
| Blancs et nuls | Blancs et nuls                 | 11 257          | 18,78         |        |                         |                    |                 |        |        |           |       |
| Exprimés       | Exprimés                       | 48 686          | 81,22         |        |                         |                    |                 |        |        |           |       |
|                |                                |                 |               |        |                         |                    |                 |        |        |           |       |
| Ballotage      |                                |                 |               |        |                         |                    |                 |        |        |           |       |
| Inscrits       | Inscrits                       | 150 683         | 100,00        |        |                         |                    |                 |        |        |           |       |
| Abstentions    | Abstentions                    | 51 290          | 34,04         |        |                         |                    |                 |        |        |           |       |
| Votants        | Votants                        | 99 393          | 65,96         |        |                         |                    |                 |        |        |           |       |
| Blancs et nuls | Blancs et nuls                 | 4 837           | 4,87          |        |                         |                    |                 |        |        |           |       |
| Exprimés       | Exprimés                       | 94 556          | 95,13         |        |                         |                    |                 |        |        |           |       |

Eugène Cuven (Rép. de gauche) est décédé le 7 septembre 1922. Il n'est pas organisé d'élection pour le remplacer.

## Députés sortants
| Députés | Députés                  | Parti                            | Fonctions lors de l'élection en 1919                                                                                               |
| ------- | ------------------------ | -------------------------------- | --- |
|         | Pierre Even              | Rép. socialiste                  | Conseiller général de Plouaret, maire du Vieux-Marché. Médecin.                                                                    |
|         | Henri Avril              | Rép. socialiste                  | Professeur à l'École normale primaire.                                                                                             |
|         | Louis de Chappedelaine * | Radical ind. (ex Rép. de gauche) | Conseiller général de Jugon-les-Lacs. Avocat.                                                                                      |
|         | Yves Le Trocquer         | Rép. de gauche                   | Ministre des Travaux Publics. Ingénieur des Ponts et Chaussées.                                                                    |
|         | Yves-Marie Le Gallou     | Rép. de gauche                   | Président de la société d'agriculture, de l'Office agricole et des Comices agricole. Agriculteur.                                  |
|         | Eugène Cuven †           | Rép. de gauche                   | Conseiller général Corlay, maire de Saint-Mayeux. Agriculteur, président du Syndicat des agriculteurs des Côtes-du-Nord.           |
|         | Yves Thomas              | Progressiste ERD                 | Président de la Chambre de commerce des Côtes-du-Nord. Armateur.                                                                   |
|         | Victor Le Guen           | Progressiste ERD                 | Conseiller général de Saint-Brieuc-Nord, conseiller municipal de Saint-Brieuc. Architecte.                                         |
|         | Hervé de Keranflec'h     | Conservateur                     | Ancien sénateur, conseiller général de Mûr-de-Bretagne, maire de Saint-Gilles-Vieux-Marché. Propriétaire, commandant de cavalerie. |

## Mode de scrutin
De 1889 à 1914 l'élection se faisait au scrutin d'arrondissement, soit un mode uninominal majoritaire à deux tours. 
La loi du 12 juillet 1919 instaure un système mixte, alliant scrutin proportionnel plurinominal et scrutin majoritaire plurinominal à un tour dans le cadre du département. 
Même si dans les faits, le scrutin majoritaire prime sur le proportionnel : les législateurs ont introduit seulement une « dose de proportionnelle ».
L'électeur vote pour un candidat membre d'une liste (il peut panacher entre les listes) : les Côtes-du-Nord ayant 8 députés à élire l'on peut voter pour 8 candidats.
En 1919 le département élisait 9 députés.
Les trois moyens d'être élu sont : 
1. D'une part, les candidats ayant rassemblé une majorité absolue de suffrages exprimés sur leur nom sont élus directement ;
2. Les sièges non pourvus sont répartis à la représentation proportionnelle, au quotient, entre les différentes listes (le score d'une liste étant bien entendu égal à l'addition des voix recueillies individuellement par les candidats qui y figurent) :

« On détermine le quotient électoral en divisant le nombre des votants, déduction faite des bulletins blancs ou nuls, par celui des députés à élire.
On détermine la moyenne de chaque liste en divisant par le nombre de ses candidats le total des suffrages qu'ils ont obtenus.
Il est attribué à chaque liste autant de sièges que sa moyenne contient de fois quotient électoral.
Les sièges restants, s'il y a lieu, seront attribués à la plus forte moyenne.
Les sièges seront, dans chaque liste, attribués aux candidats qui auront réuni le plus de suffrages. »
— Article 10
1. Enfin les sièges restants ont été tous attribués à la liste ayant recueilli le plus de voix.

Le but de ce changement était de mettre fin aux fiefs politiciens et de permettre la formation de majorités politiques plus larges et plus stables, capables de soutenir les différents gouvernements plus longtemps.

## Listes candidates
| N° | Candidats | Candidats                | Parti           | Principales fonctions                                                                             |
| -- | --------- | ------------------------ | --------------- | ------------------------------------------------------------------------------------------------- |
| 01 |           | Yves Le Trocquer *       | Rép. de gauche  | Ministre des Travaux Publics. Ingénieur des Ponts et Chaussées.                                   |
| 02 |           | Louis de Chappedelaine * | Radical. ind    | Conseiller général de Jugon-les-Lacs. Avocat.                                                     |
| 03 |           | Pierre Even *            | Rép. socialiste | Conseiller général de Plouaret, maire du Vieux-Marché. Médecin.                                   |
| 04 |           | Henri Avril *            | Rép. socialiste | Professeur à l'École normale primaire.                                                            |
| 05 |           | Yves-Marie Le Gallou *   | Rép. de gauche  | Président de la société d'agriculture, de l'Office agricole et des Comices agricole. Agriculteur. |
| 06 |           | François Le Friec        | Rép. de gauche  | Conseiller municipal de Paimpol. Inspecteur général des PTT                                       |
| 07 |           | Pierre Sérandour         | Rép. de gauche  | Conseiller général de Corlay. Agriculteur, président de la caisse cantonale du Crédit agricole.   |
| 08 |           | Armand Waron             | Rép. de gauche  | Maire de Saint-Brieuc. Opticien, ancien juge au tribunal de commerce.                             |

| N° | Candidats | Candidats        | Parti            | Principales fonctions                                                                      |
| -- | --------- | ---------------- | ---------------- | ------------------------------------------------------------------------------------------ |
| 01 |           | Victor Le Guen * | Progressiste ERD | Conseiller général de Saint-Brieuc-Nord, conseiller municipal de Saint-Brieuc. Architecte. |
| 02 |           | Jean Épivent     | Conservateur     | Adjoint au maire de Pordic. Agriculteur, président de comice agricole.                     |
| 03 |           | Élie Le Goff     | Conservateur     | Sculpteur statuaire.                                                                       |
| 04 |           | Jean Rioche      | Conservateur     | Conseiller général d'Évran, président du comice agricole. Avocat.                          |
| 05 |           | Jean Trayer      | Conservateur     | Conseiller municipal de Dinan. Ancien Officier de marine.                                  |
| 06 |           | Jean Le Fournis  | Conservateur     | Conseiller municipal de Guingamp. Industriel, Croix de guerre.                             |
| 07 |           | Fernand Thomas   | Conservateur     | Conseiller général de La Chèze. Agriculteur.                                               |
| 08 |           | Victor Mégret    | Progressiste ERD | Conseiller municipal de Quintin. Négociant.                                                |

| N° | Candidats | Candidats          | Parti | Principales fonctions                                           |
| -- | --------- | ------------------ | ----- | --------------------------------------------------------------- |
| 01 |           | Hippolyte Pasquiou | SFIO  | Instituteur, secrétaire local du SNI.                           |
| 02 |           | Marcel Ruédel      | SFIO  | Directeur des "Annales coloniales", vit à Étables.              |
| 03 |           | Augustin Hamon     | SFIO  | Industriel à Penvénan.                                          |
| 04 |           | Guy Le Normand     | SFIO  | Professeur au collège de Dinan.                                 |
| 05 |           | Robert Robert      | SFIO  | Agriculteur, membre du comité de rédaction de "L’Éveil breton". |
| 06 |           | Gustave Cerf       | SFIO  | Sculpteur, secrétaire du syndicat de l'ébénisterie.             |
| 07 |           | Camille Daguiser   | SFIO  | Voyageur de commerce.                                           |
| 08 |           | Victor Daval       | SFIO  | Ouvrier Horloger.                                               |

| N° | Candidats | Candidats        | Parti              | Principales fonctions |
| -- | --------- | ---------------- | ------------------ | --- |
| 01 |           | Alfred Delpierre | Radical-socialiste | Maire de Saint-Quay-Portrieux. Ancien officier de marine.                                                                            |
| 02 |           | Ernest Bertho    | Rép. socialiste    | Avocat à Guingamp. |
| 03 |           | Henri Le Vézouët | Radical            | Conseiller général et maire de Loudéac. Vétérinaire.                                                                                 |
| 04 |           | François Rames   | Radical-socialiste | Conseiller général et municipal de Dinan-Ouest. Ancien négociant.                                                                    |
| 05 |           | Frédéric Courtel | Ex SFIO            | Conseiller municipal de Saint-Brieuc. Imprimeur, Croix de guerre, président de la fédération des mutilés et ancien combattant du 22. |
| 06 |           | Jean Le Monnier  | Radical-socialiste | Conseiller général et adjoint au maire de Ploubalay. Médecin, Croix de guerre.                                                       |
| 07 |           | Pierre Michel    | Radical            | Maire de Trémuson. Agriculteur. |
| 08 |           | Louis Le Tallec  | Radical            | Conseiller d'arrondissement de Lézardrieux, conseiller municipal de Pleumeur-Gautier. Instituteur, Croix de guerre.                  |

| N° | Candidats | Candidats            | Parti | Principales fonctions                  |
| -- | --------- | -------------------- | ----- | -------------------------------------- |
| 01 |           | Mathurin Audren      | Comm. | Mécanicien de locomotive.              |
| 02 |           | François Barry       | Comm. | Chaussonier.                           |
| 03 |           | Alphonse Becdelièvre | Comm. | Électricien à Rennes.                  |
| 04 |           | André Gaury          | Comm. | Ouvrier métallurgiste à Guingamp.      |
| 05 |           | Alfred Goron         | Comm. | Ouvrier des four à chaux, Chaussonier. |
| 06 |           | Henri Guérin         | Comm. | Cheminot à Dinan.                      |
| 07 |           | Joseph Merrer        | Comm. | Voyageur de commerce à Guingamp.       |
| 08 |           | Jean Peillet         | Comm. | Menuisier à Saint-Brieuc.              |

## Résultats
| Liste          | Liste                                  | Moyenne        | %       | Sièges | Candidat                 | Candidat                      | Tendance    | Voix   | %     |
| -------------- | -------------------------------------- | -------------- | ------- | ------ | ------------------------ | ----------------------------- | ----------- | ------ | ----- |
|                | Union Républicaine et nationale        | 51 053         | 46,04   | 6      |                          | Yves Le Trocquer *            | Rép. Gauche | 64 074 | 57,78 |
|                | Union Républicaine et nationale        | 51 053         | 46,04   | 6      | Louis de Chappedelaine * | Radical ind.-(ex Rép. Gauche) | 54 809      | 49,42  |       |
|                | Union Républicaine et nationale        | 51 053         | 46,04   | 6      | Yves-Marie Le Gallou *   | Rép. Gauche                   | 53 267      | 48,03  |       |
|                | Union Républicaine et nationale        | 51 053         | 46,04   | 6      | Pierre Sérandour         | Rép. Gauche                   | 50 501      | 45,54  |       |
|                | Union Républicaine et nationale        | 51 053         | 46,04   | 6      | Armand Waron             | Rép. Gauche                   | 47 924      | 43,22  |       |
|                | Union Républicaine et nationale        | 51 053         | 46,04   | 6      | François Le Friec        | Rép. Gauche                   | 46 966      | 42,35  |       |
|                | Union Républicaine et nationale        | 51 053         | 46,04   | 6      | Henri Avril *            | Rép. socialiste               | 45 754      | 41,26  |       |
|                | Union Républicaine et nationale        | 51 053         | 46,04   | 6      | Pierre Even *            | Rép. socialiste               | 45 158      | 40,72  |       |
|                |                                        |                |         |        |                          |                               |             |        |       |
|                | Républicaine nationale de protestation | 35 272         | 31,81   | 2      |                          | Victor Le Guen *              | Rép. URD    | 46 905 | 42,30 |
|                | Républicaine nationale de protestation | 35 272         | 31,81   | 2      | Jean Épivent             | Conservateur                  | 38 338      | 34,57  |       |
|                | Républicaine nationale de protestation | 35 272         | 31,81   | 2      | Fernand Thomas           | Conservateur                  | 36 496      | 32,91  |       |
|                | Républicaine nationale de protestation | 35 272         | 31,81   | 2      | Jean Rioche              | Conservateur                  | 34 702      | 31,29  |       |
|                | Républicaine nationale de protestation | 35 272         | 31,81   | 2      | Jean Le Fournis          | Conservateur                  | 32 873      | 29,64  |       |
|                | Républicaine nationale de protestation | 35 272         | 31,81   | 2      | Élie Le Goff             | Conservateur                  | 32 157      | 29,00  |       |
|                | Républicaine nationale de protestation | 35 272         | 31,81   | 2      | Jean Trayer              | Conservateur                  | 31 960      | 28,82  |       |
|                | Républicaine nationale de protestation | 35 272         | 31,81   | 2      | Victor Mégret            | Rép. URD                      | 28 749      | 25,92  |       |
|                |                                        |                |         |        |                          |                               |             |        |       |
|                | Socialiste SFIO                        | 9 261          | 8,35    | 0      |                          | Hippolyte Pasquiou            | SFIO        | 11 629 | 10,49 |
|                | Socialiste SFIO                        | 9 261          | 8,35    | 0      | Robert Robert            | SFIO                          | 10 184      | 9,18   |       |
|                | Socialiste SFIO                        | 9 261          | 8,35    | 0      | Guy Le Normand           | SFIO                          | 9 854       | 8,89   |       |
|                | Socialiste SFIO                        | 9 261          | 8,35    | 0      | Augustin Hamon           | SFIO                          | 9 213       | 8,31   |       |
|                | Socialiste SFIO                        | 9 261          | 8,35    | 0      | Marcel Ruédel            | SFIO                          | 9 082       | 8,19   |       |
|                | Socialiste SFIO                        | 9 261          | 8,35    | 0      | Gustave Cerf             | SFIO                          | 8 146       | 7,35   |       |
|                | Socialiste SFIO                        | 9 261          | 8,35    | 0      | Victor Daval             | SFIO                          | 8 137       | 7,34   |       |
|                | Socialiste SFIO                        | 9 261          | 8,35    | 0      | Camille Daguisier        | SFIO                          | 7 849       | 7,08   |       |
|                |                                        |                |         |        |                          |                               |             |        |       |
|                | Défense républicaine laïque et sociale | 7 489          | 6,75    | 0      |                          | Henri Le Vézouët              | Radical     | 8 852  | 7,98  |
|                | Défense républicaine laïque et sociale | 7 489          | 6,75    | 0      | François Rames           | Radical-socialiste            | 8 288       | 7,47   |       |
|                | Défense républicaine laïque et sociale | 7 489          | 6,75    | 0      | Alfred Delpierre         | Radical-socialiste            | 8 177       | 7,37   |       |
|                | Défense républicaine laïque et sociale | 7 489          | 6,75    | 0      | Ernest Bertho            | Rép. socialiste               | 8 121       | 7,32   |       |
|                | Défense républicaine laïque et sociale | 7 489          | 6,75    | 0      | Frédéric Courtel         | ex SFIO                       | 7 560       | 6,82   |       |
|                | Défense républicaine laïque et sociale | 7 489          | 6,75    | 0      | Pierre Michel            | Radical-socialiste            | 7 030       | 6,34   |       |
|                | Défense républicaine laïque et sociale | 7 489          | 6,75    | 0      | Jean Le Monnier          | Radical                       | 6 760       | 6,10   |       |
|                | Défense républicaine laïque et sociale | 7 489          | 6,75    | 0      | Louis Le Tallec          | Radical                       | 6 131       | 5,53   |       |
|                |                                        |                |         |        |                          |                               |             |        |       |
|                | Bloc ouvrier et paysan                 | 1 187          | 1,07    | 0      |                          | Mathurin Audren               | Comm.       | 1 352  | 1,22  |
|                | Bloc ouvrier et paysan                 | 1 187          | 1,07    | 0      | Henri Guérin             | Comm.                         | 1 217       | 1,10   |       |
|                | Bloc ouvrier et paysan                 | 1 187          | 1,07    | 0      | André Gaury              | Comm.                         | 1 175       | 1,06   |       |
|                | Bloc ouvrier et paysan                 | 1 187          | 1,07    | 0      | Joseph Merrer            | Comm.                         | 1 175       | 1,06   |       |
|                | Bloc ouvrier et paysan                 | 1 187          | 1,07    | 0      | Jean Peillet             | Comm.                         | 1 173       | 1,06   |       |
|                | Bloc ouvrier et paysan                 | 1 187          | 1,07    | 0      | Alphonse Becdelièvre     | Comm.                         | 1 142       | 1,03   |       |
|                | Bloc ouvrier et paysan                 | 1 187          | 1,07    | 0      | François Barry           | Comm.                         | 1 134       | 1,02   |       |
|                | Bloc ouvrier et paysan                 | 1 187          | 1,07    | 0      | Alfred Goron             | Comm.                         | 1 129       | 1,02   |       |
|                |                                        |                |         |        |                          |                               |             |        |       |
| Inscrits       | Inscrits                               | Inscrits       | 150 164 | 100,00 |                          |                               |             |        |       |
| Abstentions    | Abstentions                            | Abstentions    | 35 742  | 23,80  |                          |                               |             |        |       |
| Votants        | Votants                                | Votants        | 114 422 | 76,20  |                          |                               |             |        |       |
| Blancs et nuls | Blancs et nuls                         | Blancs et nuls | 3 524   | 3,08   |                          |                               |             |        |       |
| Exprimés       | Exprimés                               | Exprimés       | 110 898 | 96,92  |                          |                               |             |        |       |

## Députés élus
| Députés | Députés                  | Parti                            | Fonctions lors de l'élection en 1924                                                              |
| ------- | ------------------------ | -------------------------------- | ------------------------------------------------------------------------------------------------- |
|         | Louis de Chappedelaine * | Radical ind. (ex Rép. de gauche) | Conseiller général de Jugon-les-Lacs. Avocat.                                                     |
|         | Pierre Sérandour         | Rép. de gauche                   | Conseiller général de Corlay. Agriculteur, président de la caisse cantonale du Crédit agricole.   |
|         | Armand Waron             | Rép. de gauche                   | Maire de Saint-Brieuc. Opticien, ancien juge au tribunal de commerce.                             |
|         | François Le Friec        | Rép. de gauche                   | Conseiller municipal de Paimpol. Inspecteur général des PTT                                       |
|         | Yves Le Trocquer *       | Rép. de gauche                   | Ministre des Travaux Publics. Ingénieur des Ponts et Chaussées.                                   |
|         | Yves-Marie Le Gallou *   | Rép. de gauche                   | Président de la société d'agriculture, de l'Office agricole et des Comices agricole. Agriculteur. |
|         | Victor Le Guen *         | Progressiste ERD                 | Conseiller général de Saint-Brieuc-Nord, conseiller municipal de Saint-Brieuc. Architecte.        |
|         | Jean Épivent             | Conservateur                     | Adjoint au maire de Pordic. Agriculteur, président de comice agricole.                            |